# Няятяоя (остановочный пункт)
Ня́ятяо́я (фин. Näätäoja) — заброшенная железнодорожная станция на 383,11 км перегона Лоймола — Пийтсиёки линии Маткаселькя — Суоярви Октябрьской железной дороги. Расположена на территории Лоймольского сельского поселения Суоярвского района Республики Карелия.

## История
Первый участок Маткаселькя — Лоймола, временным конечный пунктом которого стала станция Лоймола, был открыт 15 декабря 1920 года. Основной задачей было соединить железной дорогой восточные приграничные с СССР земли с центральной Финляндией.

Разъезд (фин. Näätäoja — «Куницын ручей»)) был открыт одновременно с запуском временного движения на участке Лоймола — Суоярви 1 января 1923 года. Разъезд административно подчинялся станции Лоймола. Строительство вокзала было завершено уже в 1921 году по тому же типовому проекту финского архитектора Ярла Викинга Унгерна (фин. Jarl Viking Ungern), что и для большинства станций и разъездов этой линии (Леппясюрья, Суйстамо, Ройконкоски и др.). В том же году в этом районе начал работать временный лесопильный завод. Благодаря лесопилке и лесному хозяйству тут же было создано и небольшое поселение Няятяоя. Позднее статус разъезда был поднят до уровня станции, но в Советско-финскую войну (1941—1944) станция снова стала разъездом; новое здание вокзала было построено в 1943 году на месте сгоревшего.
В советские времена станция имела один боковой путь, а в финские времена от нечётной горловины на юг отходила ветка длиной 450 метров, служившая для транспортировки леса. Севернее станции были многочисленные финские хутора. При станции также был магазин и служба охраны леса. После Великой Отечественной войны и передачи территории СССР финское население уехало на родину. А в 1950-1960-х годах и русское население переехало в посёлок Пийтсиёки и другие крупные населённые пункты.

## Современное состояние станции
Путевое развитие станции было ликвидировано в 1980-х годах из-за полного отсутствия населения и близости станции Пийтсиёки. Несмотря на это на остановочном пункте имел остановку пассажирский поезд № 655/656 вплоть до его отмены (октябрь 1997 год). По состоянию на 2019 год от станции остался перрон и развалины финского вокзала.

## Галерея

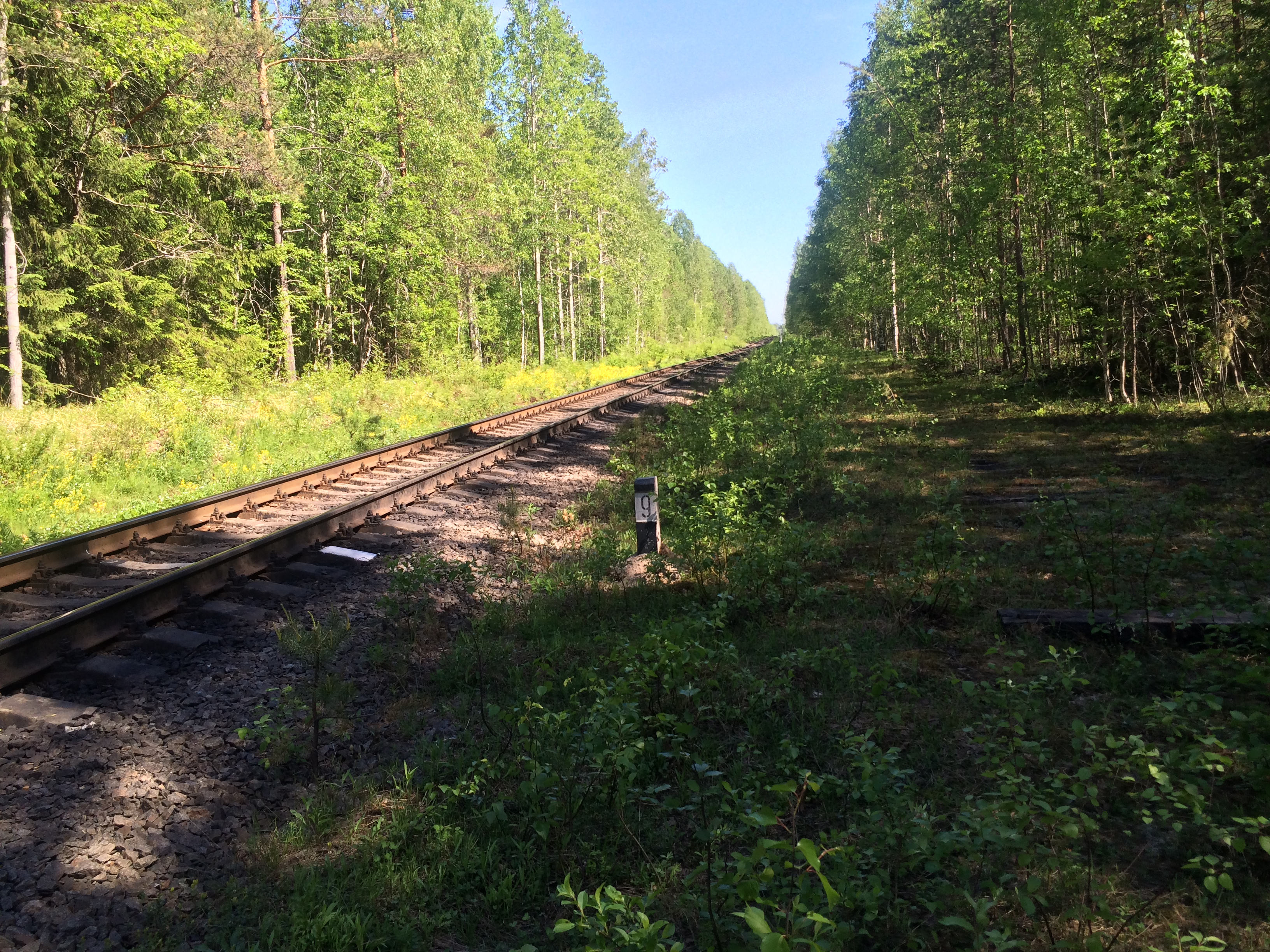
Вид в сторону ст. Пийтсиёки.
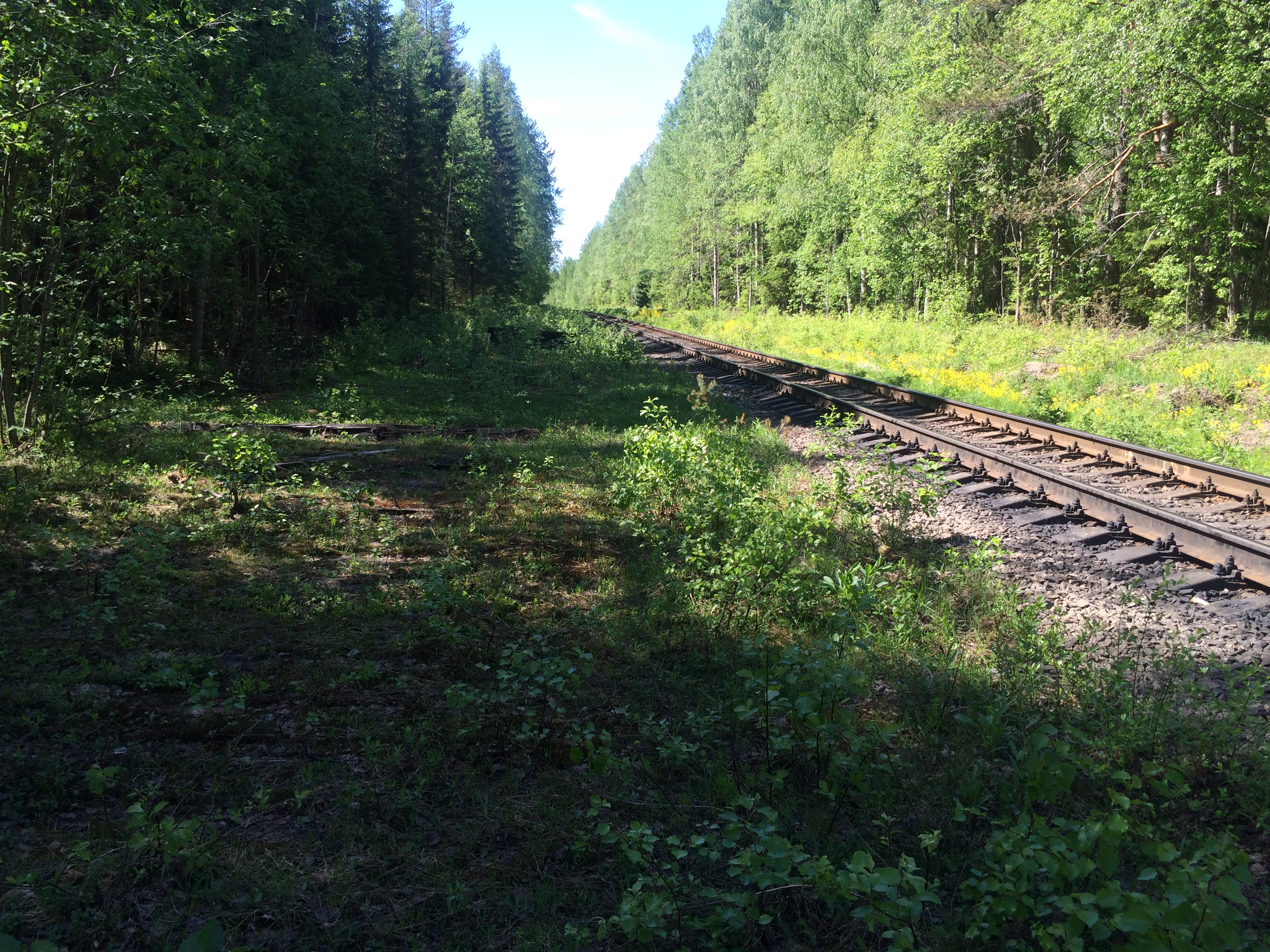
Вид в сторону ст. Лоймола.
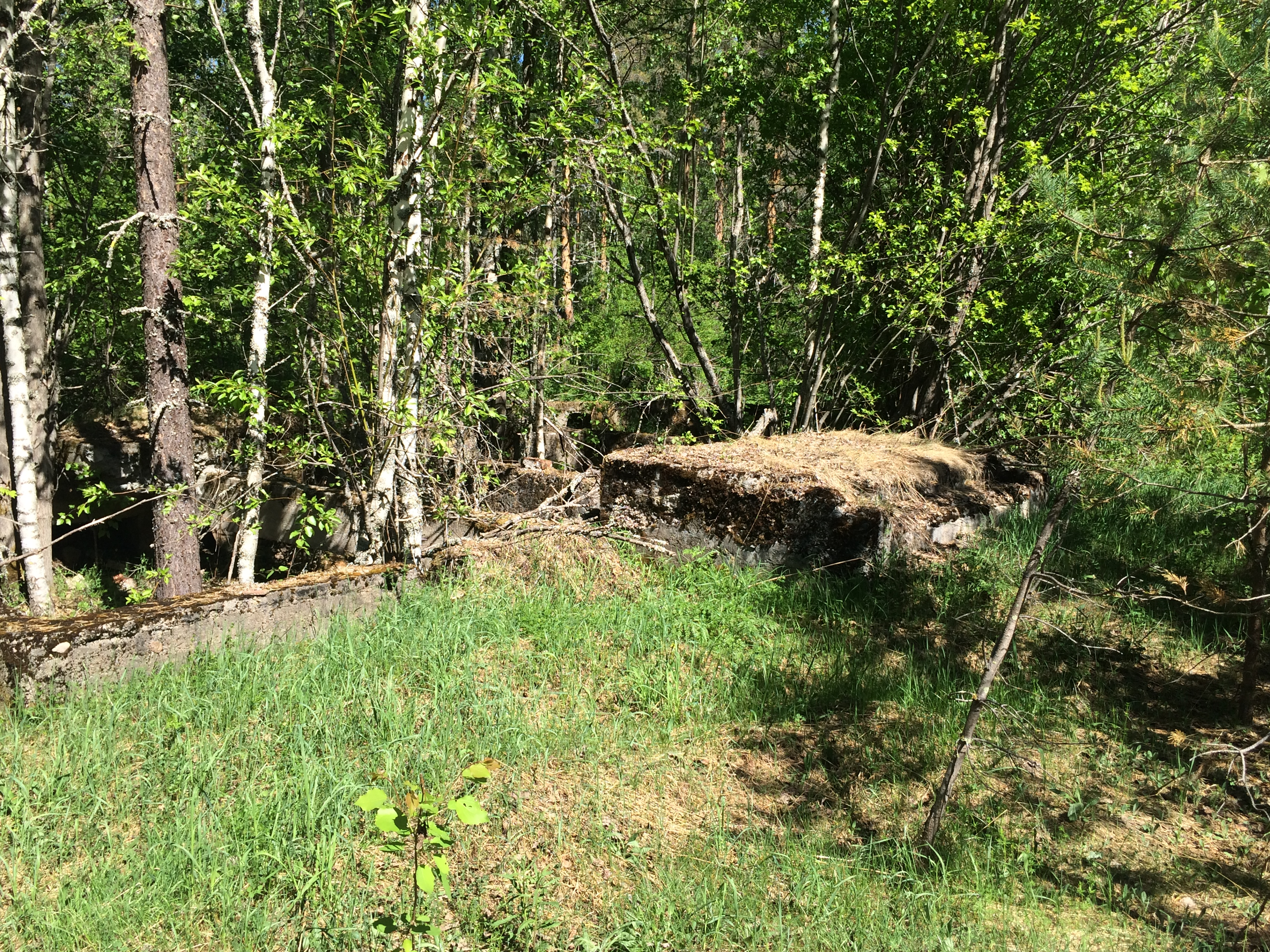
Ступени финского вокзала.
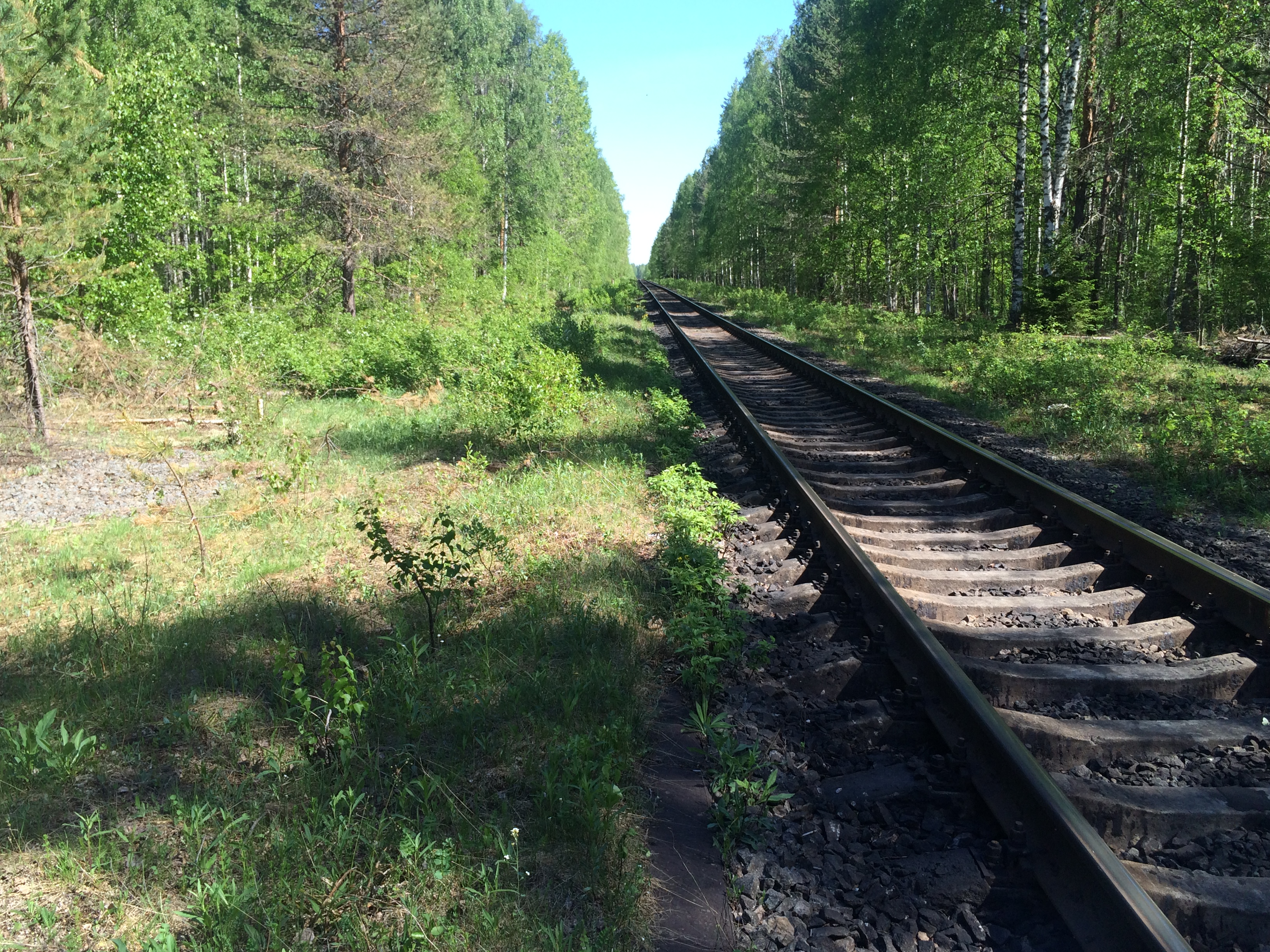
Заросший перрон.